# Blackhawk (автомобиль)
Blackhawk — автомобиль, выпускавшийся компанией Stutz Motor Car Company в Индианаполисе с 1929 по 1930 год.
Blackhawk не был таким мощным и дорогим, как другие модели марки Stutz, поэтому, скорее всего, его продавали как отдельную марку. Годом ранее была выпущена модель Stutz под названием Black Hawk, что приводило в замешательство многих покупателей. Автомобиль был доступен либо с шестицилиндровым двигателем с газораспределительным механизмом, либо с рядным восьмицилиндровым двигателем, с максимальной мощностью 85 л. с. и 95 л. с. соответственно. На шасси с колесной базой в 3238 мм был доступен широкий выбор открытых и закрытых кузовов. Также были доступны индивидуальные кузова. Цены на обычные Blackhawk варьировались от 1995 до 2785 долларов. Марка активно продвигалась, и продажи в первый год были неплохими — 1310, но продажи во второй год упали до всего 280. К концу года производство марки было прекращено, и она стала ещё одной жертвой Великой депрессии.

## Внешние ссылки
- 1929 Model L-6 Speedster
- 1929 Model L-8 Coupe